# Maurice Denis

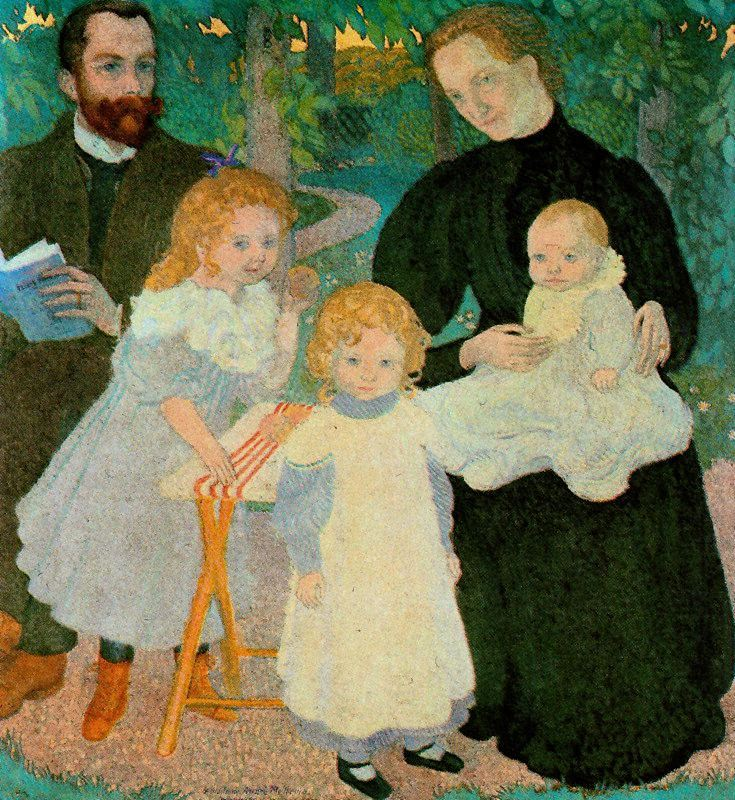
Rodzina Mellerio, 1897

Maurice Denis (ur. 25 listopada 1870 w Granville, zm. 13 listopada 1943 w Paryżu) – francuski malarz, rysownik, grafik, projektant (dekoracje teatralne, witraże, ceramika, polichromie), teoretyk sztuki. Był jednym z założycieli grupy nabistów i jednym z głównych reprezentantów symbolizmu w malarstwie. Przedstawiciel postimpresjonizmu.

## Życie i twórczość
Ukończył paryskie Lycée Condorcet razem z Édouardem Vuillardem i Ker-Xavierem Rousselem, późniejszymi członkami grupy nabistów. Uczęszczał do École des Beaux-Arts, gdzie uczył się w pracowni Jules’a Josepha Lefebvre’a. Od 1888 uczył się także w Académie Julian, gdzie poznał Pierre′a Bonnarda, Henri-Gabriela Ibelsa, Paula Ransona i Paula Sérusiera. Za pośrednictwem Sérusiera zapoznał się z pracami Paula Gauguina i jego uczniów, zwanych Szkołą z Pont-Aven. Styl grupy charakteryzował się cloisonizmem i syntetyzmem. Inicjatywa utworzenia grupy nabistów wyszła od Sérusiera. Stworzył on niezwykle ważny dla początków grupy obraz Le Talisman, l’Aven Au Bois d’Amour – w języku polskim zwany po prostu Talizmanem. Oparł się on na osiągnięciach i doświadczeniach Gauguina. Metoda Gauguina preferowała oparcie się na pierwotnych wrażeniach wizualnych. Zmysłowe odczucie artysty było ważniejsze niż kopiowanie rzeczywistości, dzięki wyobraźni artysta może odcisnąć swój ślad na naturze. Malarz ma prawo do deformowania i upraszczania natury w poszukiwaniu dekoracyjnego piękna. Według nabistów rzeczywistość w dziele sztuki była dwojaka – subiektywna, czyli wyrażająca właśnie osobiste przeżycia artysty oraz obiektywna, będąca dekoracyjną syntezą, ujednolicająca poszukiwania artystyczne wszystkich przedstawicieli, gdyż interesowali się oni literaturą, muzyką, filozofią i religioznawstwem. Sztuka nabistów odwoływała się do mistyki. Nabiści działali w latach około 1888-1900. Pierwszymi członkami tego sekretnego bractwa byli Paul Sérusier, Maurice Denis, Pierre Bonnard, Paul Ranson i Henri-Gabriel Ibels. Artystów z grupy nabistów połączył podobny stosunek do sztuki – chęć zerwania z akademickim naturalizmem, nauczanym przez Williama-Adolfa Bouguereau i Jules′a Josepha Lefebvre′a oraz powrót do czysto dekoracyjnych korzeni sztuki. Grupa, za sugestią Henri′ego Cazalisa, przyjęła nazwę „Les Nabis” od hebrajskiego słowa „nābhî” oznaczającego proroka. Cazalis porównywał bowiem próbę odnowy malarstwa przez nabistów do sposobu, w jaki starożytni prorocy odnowili Izrael. Maurice Denis zamieścił manifest grupy w 1890 r. w czasopiśmie „Art et Critique” pod tytułem „Definicja neotradycjonalizmu” („Définition du néo-traditionnisme”). Zawarł tam swą najsłynniejszą wypowiedź dotyczącą sztuki, często uważaną za klucz do współczesnej teorii malarstwa: 
„Należy pamiętać, że obraz – zanim stanie się koniem bojowym, aktem czy anegdotą – stanowi zasadniczo płaską powierzchnię pokrytą kolorami dobranymi wg pewnego porządku”.

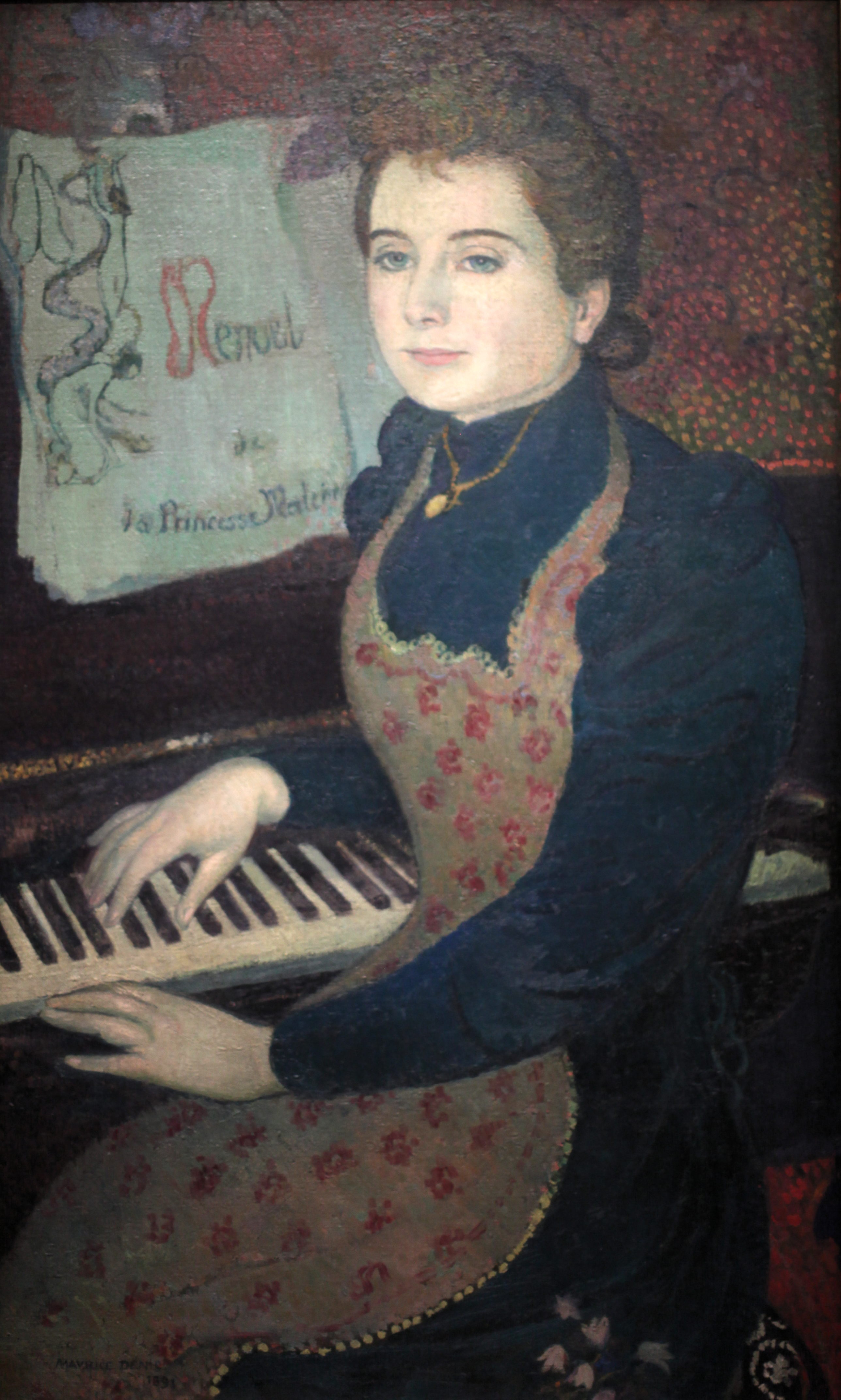
Marthe przy pianinie, 1891, Musée d’Orsay

Pomimo tej deklaracji, Denis pozostał wierny kompozycjom figuralnym przez większość swojego życia.

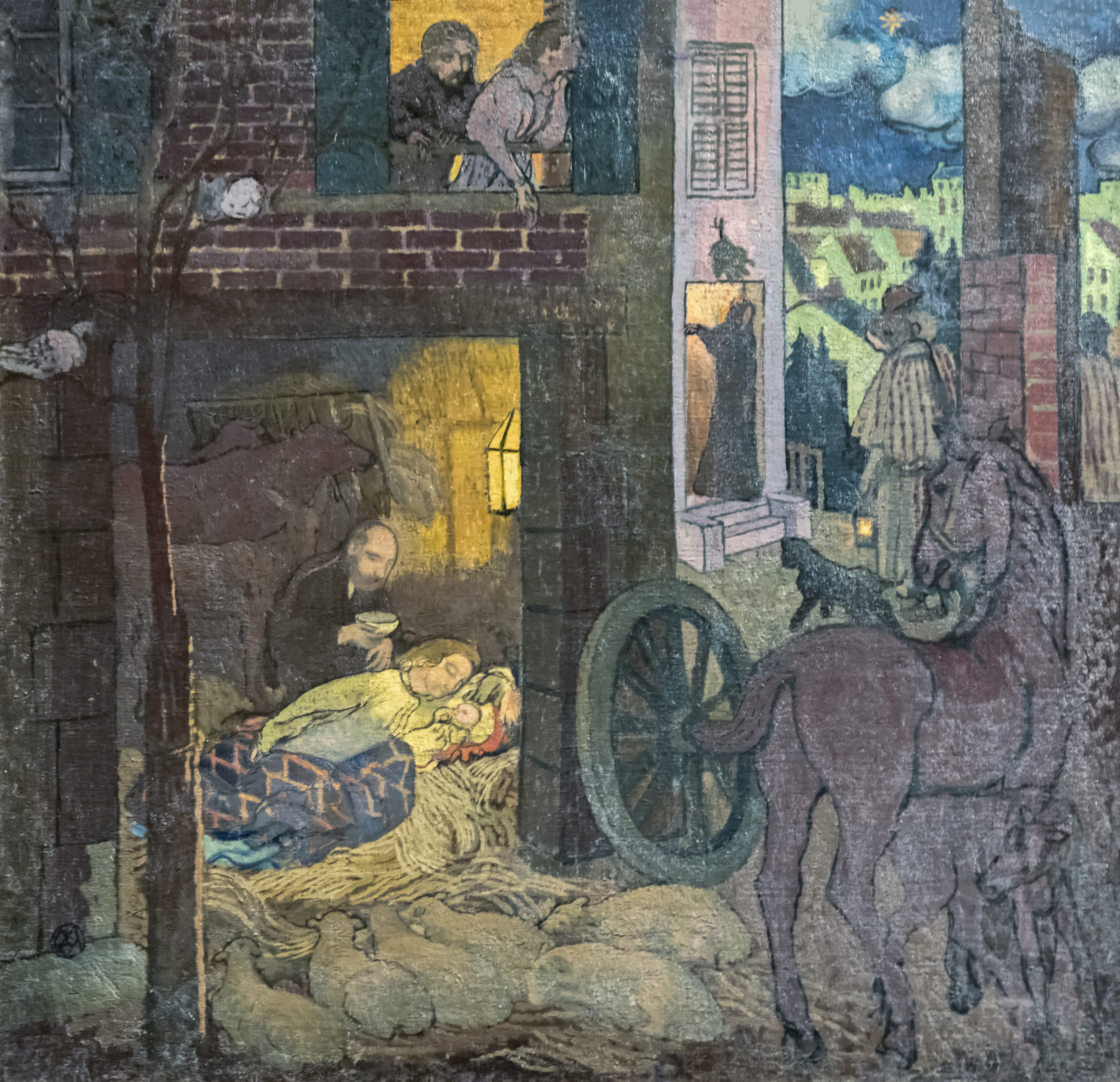
Boże Narodzenie, 1894, Musée des Augustins

W 1891 r. pokazał swoje prace na Salonie Niezależnych i na wystawie nabistów w galerii Le Barc de Boutteville w Paryżu. Od tego samego roku współpracował z paryskim periodykiem krytyczno-artystycznym „La Revue blanche”. W 1892 był reprezentantem symbolistów francuskich na IX wystawie „Les XX” w Brukseli, gdzie ukazane było awangardowe malarstwo europejskie.
W 1893 r. Maurice Denis poślubił wielką miłość swojego życia, muzę i modelkę, Marthę Meurier (1870-1919), którą poznał dwa lata wcześniej. Martha była pianistką. Małżeństwo osiadło w Saint-Germain-en-Laye. Mieli siedmioro dzieci. Denis wielokrotnie, aż do 1904 r., podróżował do Włoch i do przyjaciół w Prowansji. Po śmierci Marthy w 1919 r. ożenił się ponownie z Élisabeth Graterolle.
W 1921 r. odbył podróż na Bliski Wschód. W 1924 odbyła się w Paryżu jego wystawa retrospektywna. Od 1932 był członkiem Académie des Beaux-Arts de l'Institut de France. Działał jako pedagog w Académie Ranson i Académie de la Grande Chaumière w Paryżu. Przebywał w Saint-Germain-en-Laye, gdy hitlerowcy zajęli Paryż. Zginął w wypadku samochodowym podczas jednej z krótkich wypraw do Paryża.

## Styl i twórczość

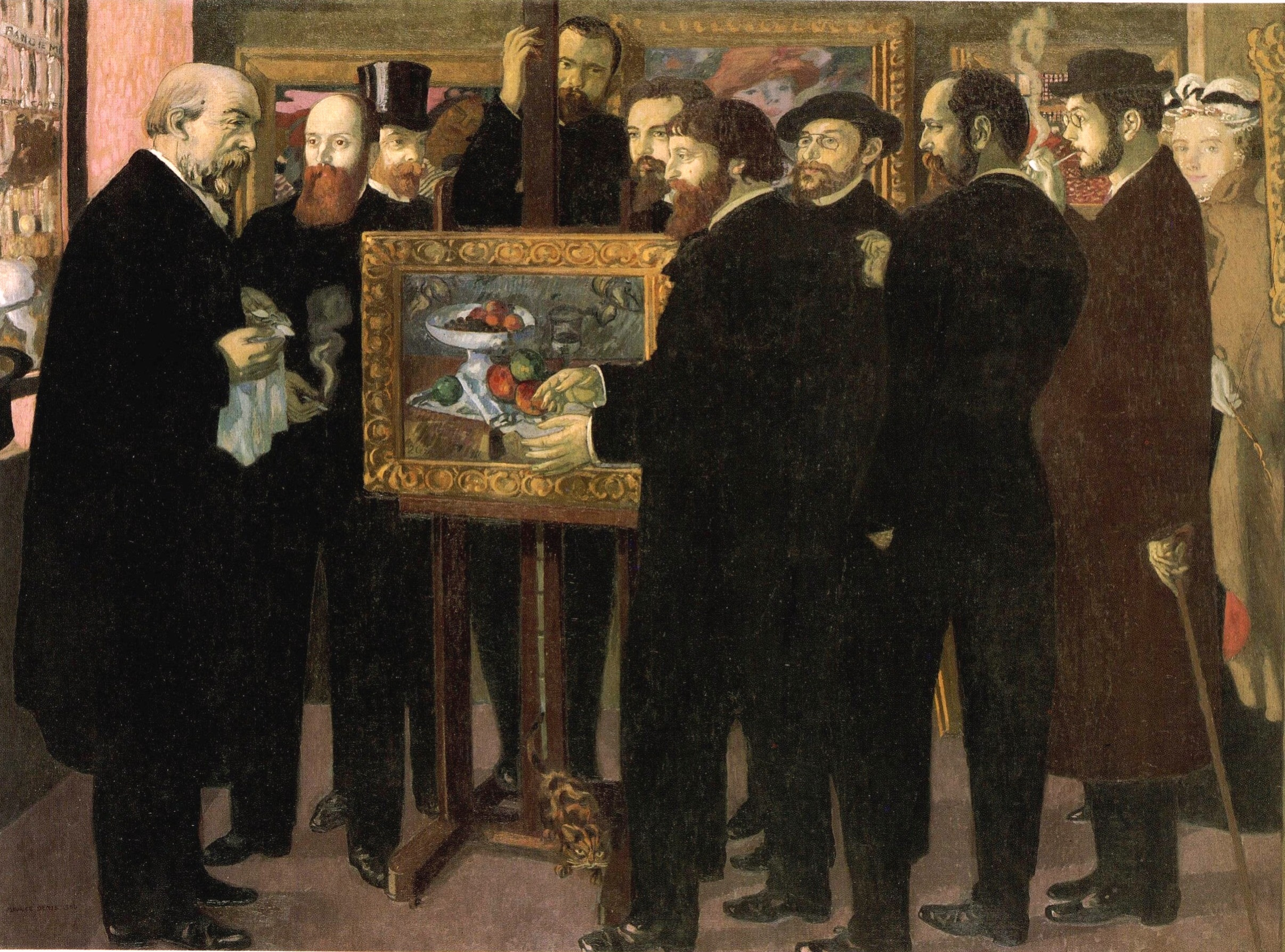
Hołd dla Cézanne’a, 1900, Musée d’Orsay

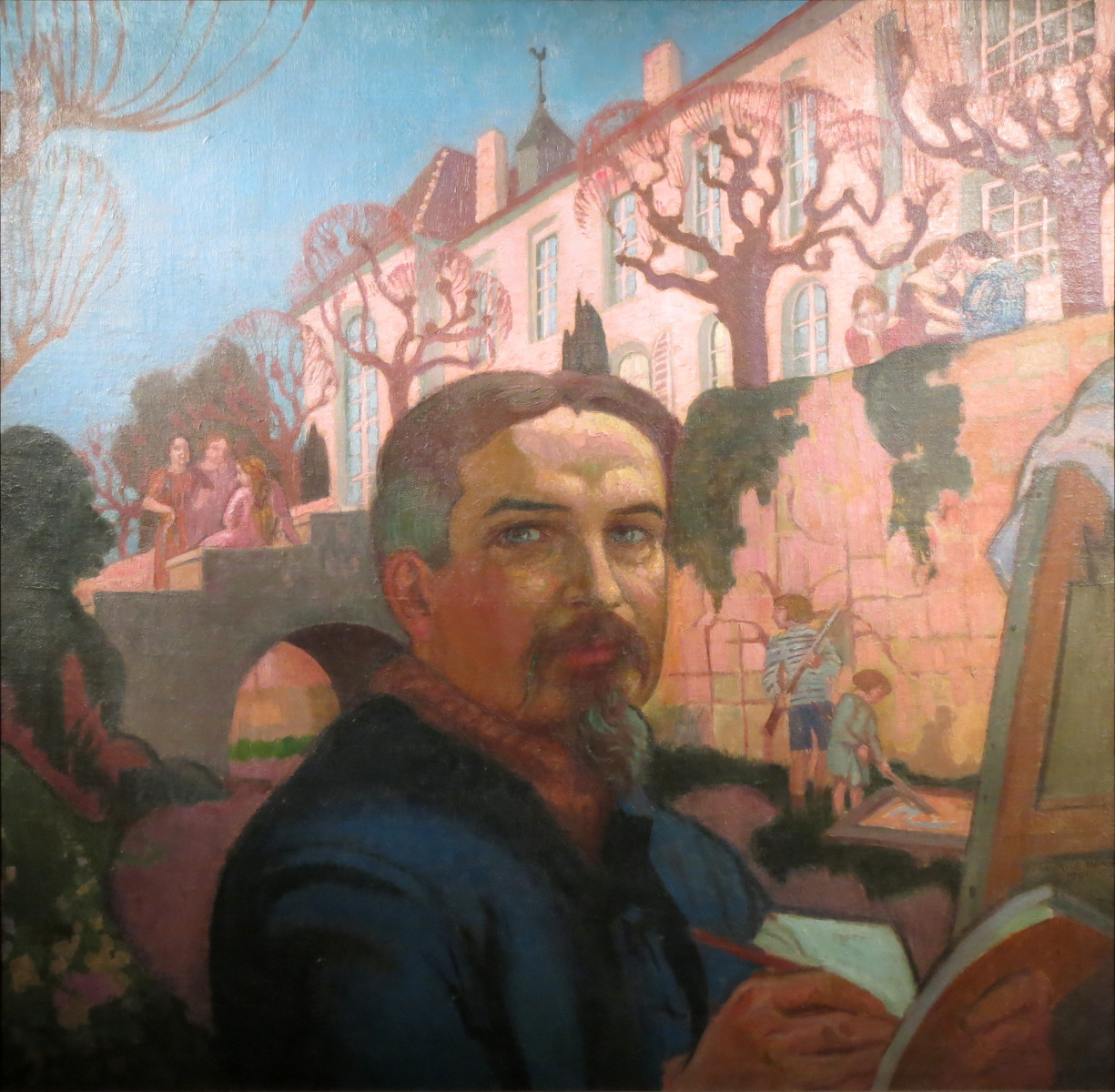
Autoportret, 1921, Musée départemental Maurice-Denis „Le Prieuré”

Przez całe swoje życie Maurice Denis tworzył dekoracyjną odmianę sztuki, stosował rozbielony koloryt. Kontury wykreślone są gładką kreską, a same sceny – przesycone mistycyzmem i symbolizmem, np. Muzy (1898), Popołudnie w parku (1900). W 1895 i 1897 Denis podróżował do Włoch. Zwiedzał tam liczne muzea, poznanie zabytków wpłynęło na jego sztukę i spowodowało wykształcenie się w jego sztuce archaizującego neoklasycyzmu. Maurice Denis ulegał też wpływowi Paula Cézanne′a, wyraża to obraz Hołd dla Cézanne’a (1900), na którym Denis uwiecznił swoich przyjaciół-nabistów i obraz Cézanne’a, Martwa natura z kompotierą, kielichem i jabłkami z początku lat 80. XIX w. Na obrazie obecni są:  Édouard Vuillard, Ker-Xavier Roussel, Paul Sérusier, Maurice Denis, Pierre Bonnard, Paul Ranson, Odilon Redon, Marthe Meurier, krytyk André Mellerio i marszand Ambroise Vollard.
W 1919 założył wspólnie z George’em Desvallières’em pracownię, zwaną Les Ateliers d’Art Sacré, która miała odnowić sztukę religijną poprzez przeciwstawienie się akademizmowi. Maurice Denis wykonywał malowidła monumentalne (kopuła Teatru Champs-Élysées w Paryżu, 1912; dekoracje klasztoru w Saint-Germain-en-Laye, 1922), malował kompozycje religijne (Boże Narodzenie, 1893; Zwiastowanie, 1913), a także portrety (Rodzina Mellerio, 1897). Tworzył portrety swojej żony Marthe (Menuet księżniczki Maleine, Marthe przy pianinie, 1891). Pracował nad litografiami do „Le Voyage d'Urien” André Gide′a (1892-1893), ilustracjami do O Naśladowania Chrystusa Tomasza à Kempis (1903), a także do Vita Nuova Dantego Alighieri (1907). Zajmował się także scenografią.

## Pisma teoretyczne
Był również teoretykiem sztuki. Pozostawił po sobie wiele pism teoretycznych, m.in.:
- Théories. Du symbolisme et de Gauguin vers un nouvel ordre classique (1912),
- Nouvelles théories sur l’art moderne et l’art sacré (1921).